# Abbaye de Zwiefalten
L’abbaye de Zwiefalten est une ancienne abbaye bénédictine qui se trouve à Zwiefalten au sud du Jura souabe dans le canton (Landkreis) de Reutlingen. Les bâtiments abritent aujourd'hui un hôpital psychiatrique.

## Histoire

### Fondation et Débuts
L'abbaye fut fondée en 1089, à l'époque de la querelle des Investitures (au sujet de la désignation des évêques) qui opposa l'empereur Henri IV et le pape Grégoire VII. Les deux fondateurs, les comtes Kuno[pas clair] et Liutold d'Achalm (de), étaient favorables au pape et s'installèrent à Zwiefalten qui leur servira de lieu de retraite et de sépulture. Pour les conseiller dans leur projet, ils reçurent l'aide d'un évêque fidèle au pape, Adalbéron de Wurtzbourg et de l'abbé Guillaume de Hirsau.
Le 8 septembre 1089, la fondation fut officialisée. Les premiers occupants étaient douze moines et cinq oblats venant de l'abbaye clunisienne de Hirsau. Des terres furent offertes aux abbés lors de cette cérémonie (entre autres une part de Neuhausen-an-der-Erms, de Tigerfeld et de Dietikon). Les possessions s'étendaient jusqu'à Coire et en Alsace.
Les fondateurs dédièrent Zwiefalten à la Vierge Marie, et se placèrent sous la protection du Saint-Siège. En 1093, le pape Urbain II confirma cette protection et donna certains privilèges à l'abbaye. Indépendamment de sa relation avec le pape, l'abbaye était à l'époque la « propriété » des comtes d'Achalm (ce qui leur conférait des droits, notamment sur le choix des responsables ecclésiastiques).
Le comte Kuno mourut en 1092 et son frère Liutold, le 18 août 1098. Ce dernier avait passé ses dernières années comme moine à l'abbaye. La plupart de leur héritage revint d'ailleurs à l'abbaye. Finalement en 1109, l'abbaye fut consacrée par Wido, évêque de Coire.

### Jusqu'à la fin du Moyen Âge
Entre 1095 et 1139, l’abbaye fleurit et devint un centre régional sur le plan culturel et religieux. De nombreux membres de familles nobles de Souabe suivirent l’exemple du comte Liutold et joignirent la communauté des moines (parmi eux on retiendra Adalbert von Oberstetten et Otto von Steußlingen de la lignée des Alaholfinger (de)). À cette époque fut aussi construite une abbaye féminine, qui exista jusqu’au XIVe siècle.
Grâce à des dons et des achats (comme pour le lieu-dit « Oberstetten », acquis pour 9350 florins le 19 juillet 1497), l’abbaye vit ses terres s’élargir et constitua progressivement un territoire quasi indépendant, placé dès le XIVe siècle de facto sous l'avouerie des comtes (et plus tard ducs) de Wurtemberg.

### De la Réforme  à la sécularisation

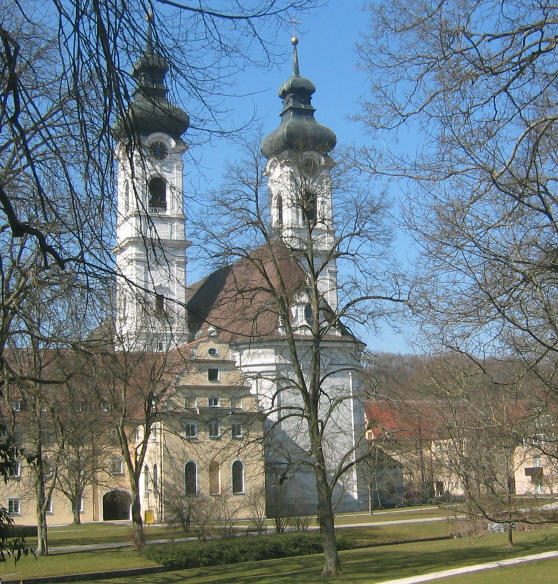
Zwiefalten.

La réforme et la Révolte des Rustauds causèrent de grands troubles et dégâts dans la région. L’abbaye fut pillée en 1525. Zwiefalten réussit à empêcher la foi protestante de prendre racine sur son territoire, mais cela n’empêcha pas les discordes régulières avec la famille de Wurtemberg, qui était protestante.
Durant les XVIIe et XVIIIe siècles, la famille de Wurtemberg exerça une certaine pression sur Zwiefalten, ce qui n’empêcha pas l’abbaye de continuer de croître. En 1717, le lieudit Großengstingen devint sa propriété.
En 1750, l’abbaye réussit à se libérer de ses obligations envers la famille de Wurtemberg et obtint l'immédiateté impériale (Reichsunmittelbarkeit). Elle devint ainsi une abbaye impériale et ses abbés devinrent des seigneurs impériaux indépendants. Les petites parcelles éloignées des terres principales (et sujets de discordes) furent cédées aux Wurtemberg, comme le lieu-dit Neuhausen et certaines parcelles à Derendingen (Tübingen).
Dans le cadre de la sécularisation, l’abbaye fut l’une des premières à être dissoute, le 25 novembre 1802. La propriété en revint en 1806 à la maison royale de Wurtemberg. À partir de 1812, les bâtiments furent utilisés comme "asile d'aliénés" et plus tard comme hôpital psychiatrique du Land de Wurtemberg. Depuis 2003, le "centre de psychiatrie - Münsterklinik Zwiefalten" est devenu un musée régional de la psychiatrie.

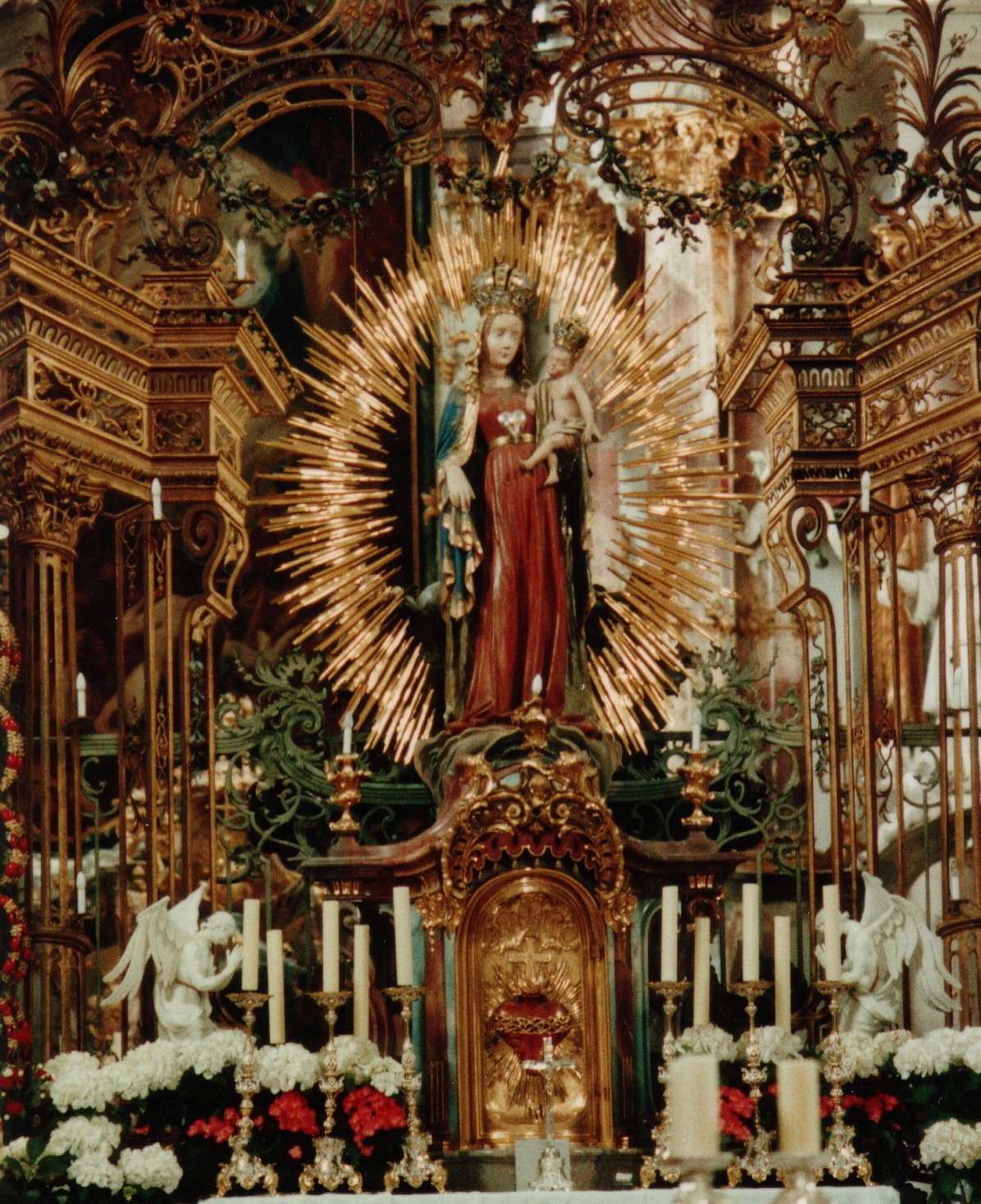
L'autel de la Vierge.

## Périodes de Construction
Au XVe siècle, l’église originelle de style roman fut rénovée dans l’esprit gothique, ce qui indique l’ampleur de l’essor économique de l’abbaye à cette époque. Entre 1741 et 1753, l'église abbatiale de Zwiefalten fut entièrement rebâtie par l'architecte Johann Michael Fischer, qui en fit l'un des chefs-d’œuvre du baroque tardif. L’église est construite dans le style de l’école architecturale du Vorarlberg. La décoration intérieure impressionnante fut réalisée jusqu'en 1765 par Johann Joseph Christian (de), pour ce qui est des sculptures, par Franz Joseph Spiegler pour les fresques et par Johann Michael Feuchtmayer le Jeune (de) pour les stucs.
Le bâtiment abbatial, dans son aspect actuel, fut bâti à côté de l’ancienne église en 1668 selon les plans de Tommaso Comacio. L’abbaye fut entièrement restaurée entre 1974 et 1984.

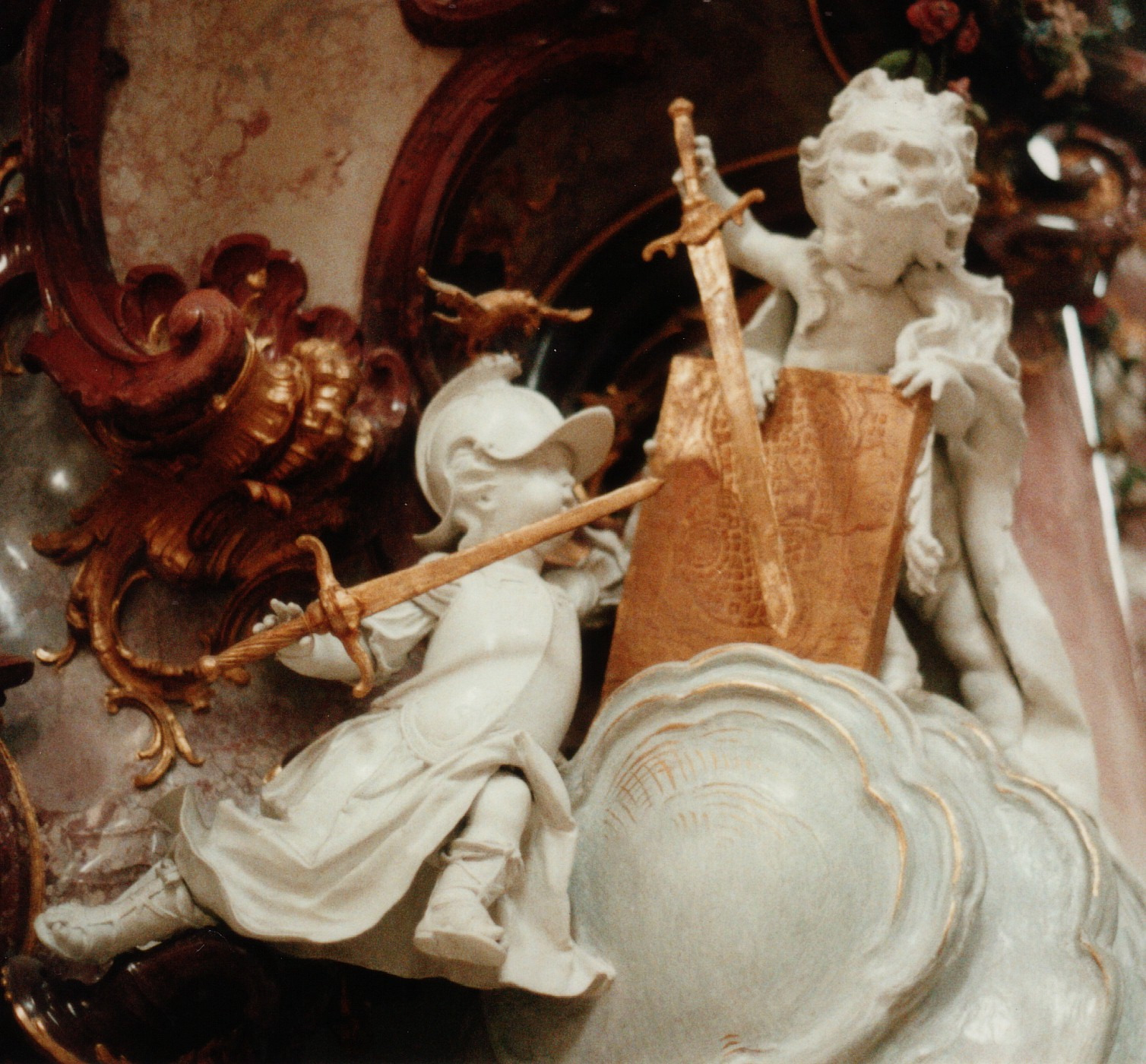
Stuc représentant Nabuchodonosor au combat contre le roi juif Sédécias (avec le plan de Jérusalem).
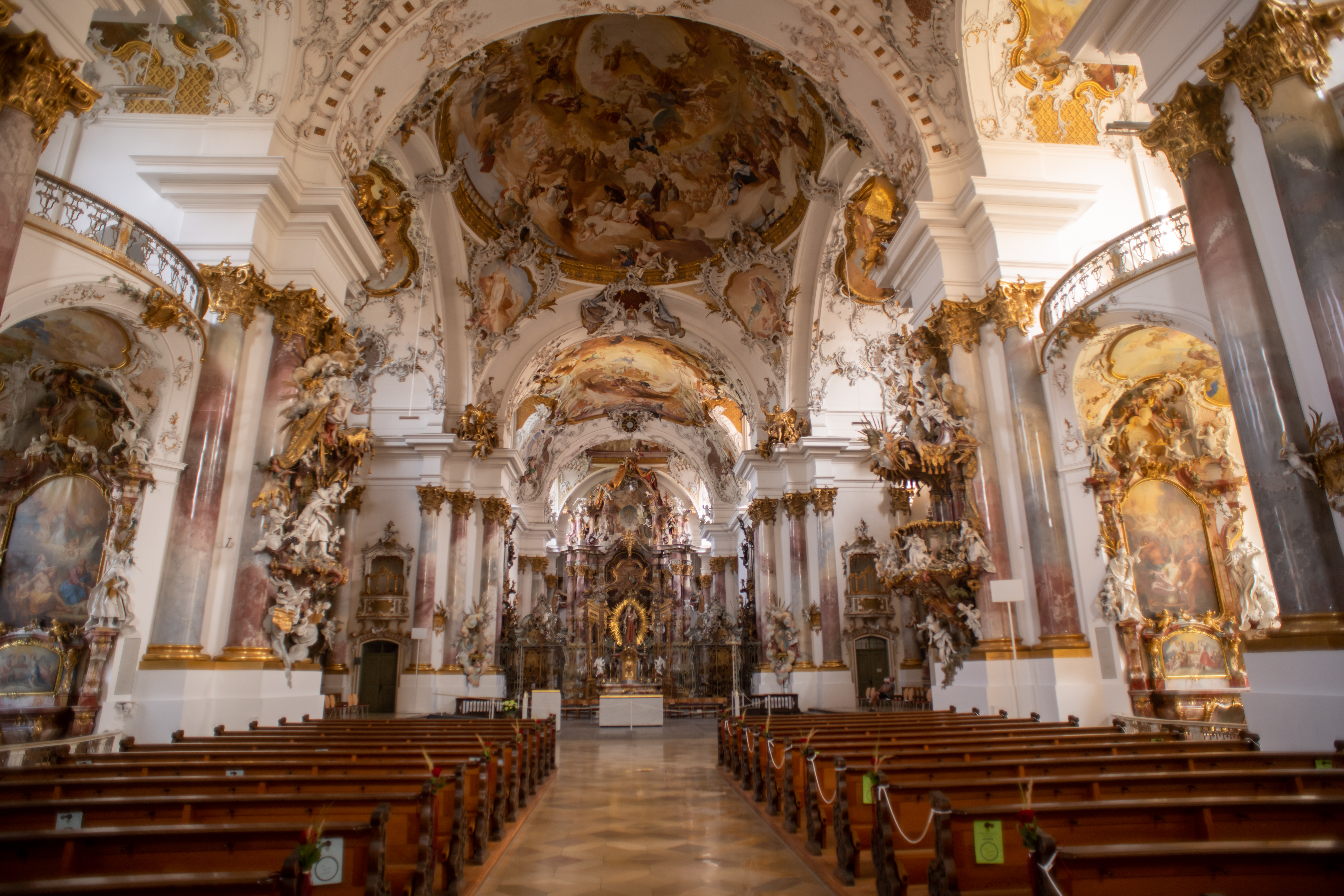
Fresques de Franz Joseph Spiegler, stucs de Johann Michael Feuchtmayer le Jeune.
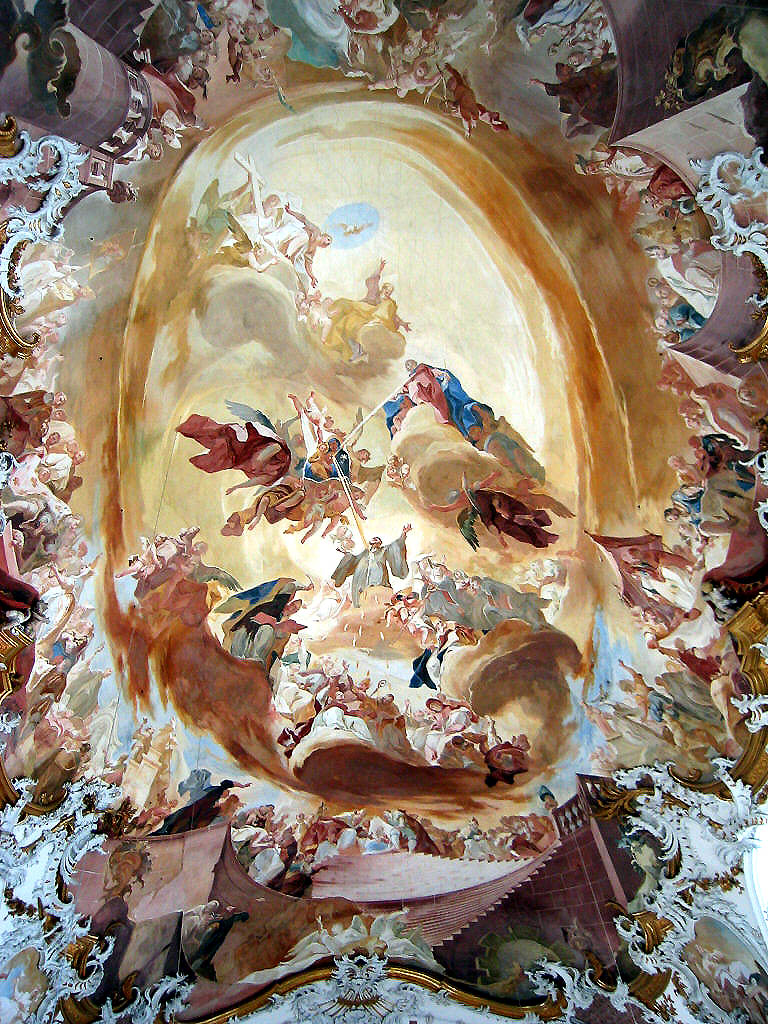
Peinture du plafond de la nef de Franz Joseph Spiegler (1751).

## Abbés de Zwiefalten
- Noker von Zwiefalten (vers 1065 - après 1090), abbé de Zwiefalten en 1090
- Berthold (vers 1089-1169), abbé de Zwiefalten de 1139 à 1141, de 1147 à 1156 et de 1158 à 1169
- Saint Ernest de Zwiefalten (en) († 1148), abbé de Zwiefalten de 1141 à 1146[1]
- Konrad von Gammertingen († 1193), abbé de Zwiefalten
- Eberhard vom Stain, abbé de Zwiefalten de 1283 à 1327
- Anselmus von Ehrenfels († 1385), abbé de Zwiefalten jusqu'en 1385
- Johann von Zwiefalten, abbé de Zwiefalten au milieu du XVe siècle
- Georg Piscatoris Vischer, abbé de Zwiefalten et du couvent de Reichenau de 1516 à 1519
- Christoph Raßler (1615-1675), abbé de Zwiefalten de 1658 à 1675
- Beda Summerberger (Sommerberger), abbé de Zwiefalten de 1715 à 1725
- Augustin Stegmüller, abbé de Zwiefalten au XVIIIe siècle.

## Cloches de l'abbatiale
Entre le 29 juin et le 6 juillet 1979, un ensemble de onze nouvelles cloches a été coulé par la fonderie Albert Bachert de Heilbronn. La plus grande pèse 4 170 kg pour 191 cm de diamètre. La plus petite mesure 65 cm de diamètre pour un poids de 197 kg. Cette sonnerie de cloches est l'une des plus grandes du Bade-Wurtemberg.